# Pseudozufallsfolgen für Testsignale
Dieser Artikel behandelt Testsignale, die „Maximum Length Sequences“ (Folgen maximaler Länge) sind oder aus solchen entstehen. Die Folgen maximaler Länge werden durch Linear rückgekoppelte Schieberegister (und zwar solche des Fibonacci-Typs) erzeugt. Alle behandelten Testsignale sind durch „Recommendations“ (also „Empfehlungen“ … das bedeutet aber de-facto-Normen) der Internationalen Fernmeldeunion (ITU) festgelegt, insbesondere in deren Serie O.130 bis O.199. Die Texte der Empfehlungen können von der Web-Präsenz der International Telecommunication Union (ITU) frei heruntergeladen werden (etwas umständlich; in Google und Bing geht auch z. B. für Rec. O.150 die Eingabe: „itu-t rec. O.150“).

## Testsignale zur Prüfung der Bitfehlerquote
Hier werden die Bitfolgen der rückgekoppelten Schieberegister unmittelbar verwendet. Alle hier erwähnten Schieberegister sind in gleicher Art aufgebaut wie das unten im Bild bei Rec. O.152 gezeigte, nur mit unterschiedlicher Länge und unterschiedlicher Rückkopplung. Wenn das Schieberegister n Stufen hat, ist die Länge der erzeugten Bitfolge {\displaystyle 2^{n}} − 1 bit, eine Mersenne-Zahl. Zur Bestimmung der Bitfehlerquote ist am Ausgang der zu prüfenden Übertragungsstrecke ein Gerät anzuschließen, das die gleiche Pseudozufallsfolge wie das abgesendete Signal erzeugt und diese mit dem empfangenen Signal synchronisiert und Bit für Bit vergleicht.
Wo im Folgenden der Hinweis „invertiertes Signal“ gegeben wird, ist nicht das Signal zu verwenden, das im Bild am „Ausgang“ erscheint, sondern das invertierte, das am entsprechend gekennzeichneten Punkt darunter auftritt.
Die Testsignale wurden zunächst für eine Anwendung bei Signalen der älteren Plesiochronen Digitalen Hierarchie definiert. In Rec. O.181 wird eine Auswahl dieser Testsignale für die Anwendung an „STM-N Interfaces“ der neueren Synchronen Digitalen Hierarchie festgelegt.
- Recommendation O.150: General requirements for instrumentation for performance measurements on digital transmission equipment (1996).

Diese Empfehlung gibt einen Überblick über die Empfehlungen O.151 bis O.153 und definiert außerdem Testsignale mit den Längen {\displaystyle 2^{29}} − 1 bit und {\displaystyle 2^{31}} − 1 bit.
- Rec. O.151: Error performance measuring equipment operating at the primary rate and above (1992).
  - Für die „primary rates“ 1544 kbit/s und 2048 kbit/s, sowie für 6312, 8448, 32064 und 44736 kbit/s ist ein Schieberegister mit 15 Stufen und Rückkopplung von der 14. und der 15. Stufe über ein Exklusiv-Oder-Gatter (EXOR) vorgesehen, also mit einer Bitfolge der Länge {\displaystyle 2^{15}} - 1 bit = 32767 bit. „Invertiertes Signal“.
  - Speziell für 32064 und 44736 kbit/s ist auch ein Schieberegister mit 20 Stufen und Rückkopplung von der 17. und der 20. Stufe spezifiziert, also mit einer Bitfolge der Länge {\displaystyle 2^{20}} - 1 bit = 1048575 bit. Wenn in dem Testsignal nacheinander 14-mal „Null“-Bits auftreten, muss als Nächstes eine „Eins“ erzwungen werden (Dies geschieht mit Rücksicht auf Übertragungssysteme, die nur eine begrenzte Anzahl von aufeinanderfolgenden „Null“-Bits erlauben).
  - Für Bitraten von 34368 und 139264 kbit/s ist ein Schieberegister mit 23 Stufen und Rückkopplung von der 18. und der 23. Stufe vorgesehen. Die Bitfolge hat somit die Länge {\displaystyle 2^{23}} - 1 bit = 8388607 bit. „Invertiertes Signal“.
- Rec. O.152: Error performance measuring equipment for bit rates of 64 kbit/s and N × 64 kbit/s (1992).

Das Schieberegister hat 11 Stufen mit Rückkopplung von der 9. und der 11. Stufe:
Die Bitfolge hat die Länge {\displaystyle 2^{11}} − 1 bit = 2047 bit. Zu den verwendeten Schaltzeichen: Siehe den Artikel Liste der Schaltzeichen (Elektrik/Elektronik).
Wie groß die Zahl N sein kann, ist „under study“. Die Anwendung des Testsignals wird auch für andere Bitraten im Bereich von 48 bis 168 kbit/s empfohlen.
- Rec. O.153: Basic parameters for the measurement of error performance at bit rates below the primary rate (1992).
  - Für Bitraten bis 14400 bit/s: Das Schieberegister hat 9 Stufen mit Rückkopplung von der 5. und der 9. Stufe. Die Bitfolge hat somit die Länge {\displaystyle 2^{9}} − 1 bit = 511 bit.
  - Für Bitraten bis 72 kbit/s: 20 Stufen mit Rückkopplung von der 3. Stufe; nicht identisch mit dem Signal gleicher Bitfolgenlänge gemäß O.151, das ebenfalls aus einer 20-Stufen-Register kommt, denn die Erzwingung eines Eins-Bits nach 14 Null-Bits ist nicht vorgesehen!

## Kompatibilität der digitalen Testsignale mit Scramblern
Auch die Scrambler arbeiten mit linear rückgekoppelten Schieberegistern, die Folgen maximaler Länge erzeugen. Gaugg und Weinrichter haben gezeigt, dass keine reproduzierbaren Ergebnisse zustande kommen, wenn gleiche Folgen für Scrambler und Testsignal verwendet werden. Das ist somit unter allen Umständen zu vermeiden.
Es hat sich weiterhin gezeigt, dass die „Zykluslängen“, d. h. die Zahlen {\displaystyle 2^{n}} - 1 bit für die n-stufigen Schieberegister von Scrambler und Testsignal, keinen gemeinsamen Faktor haben sollen; auch dann würden nicht reproduzierbare Ergebnisse entstehen (Die Bedingung ist erfüllt, wenn die Anzahlen der Stufen der Schieberegister keinen gemeinsamen Faktor haben, also teilerfremd sind, z. B. wenn sie unterschiedliche Primzahlen sind).

## Ein Testsignal zur Prüfung des (unvermeidlichen) Quantisierungsrauschens bei Puls-Code-Modulation
- Rec. O.131: Quantizing distortion measuring equipment using a pseudo-random noise test signal (1988).

Dieses Verfahren dient zur Bestimmung des Abstandes des Quantisierungsrauschens vom Signal bei Einrichtungen, die mittels Puls-Code-Modulation Telefonsignale mit einer höchsten nominellen Frequenz von 3400 Hz digitalisieren.
Ein Schieberegister mit einer Taktfrequenz von etwa 1,049 MHz, mit 17 Kippstufen und mit Rückkopplung von den Ausgängen der Stufen 3 und 17 liefert ein binäres Signal (Länge der Bitfolge also {\displaystyle 2^{17}} − 1 bit = 131071 bit); aus diesem wird durch ein Bandpassfilter der Frequenzbereich von 350 Hz bis 550 Hz herausgefiltert. Das so gewonnene Analogsignal enthält mindestens 25 Spektrallinien, ähnelt einem echten Rauschsignal (also einem Signal mit Gauß-Verteilung) hinreichend gut und ist leichter zu realisieren als ein echtes Rauschsignal. Zur Messung des Abstandes des Quantisierungsrauschens vom Signal wird am Ausgang des zu prüfenden Geräts der Frequenzbereich von 800 bis 3400 Hz herausgefiltert.